# Taubergründisch
Taubergründisch ist ein ostfränkischer Dialekt, der im Südwesten des bayerischen Landkreises Main-Spessart und im baden-württembergischen Main-Tauber-Kreis rund um Wertheim, Tauberbischofsheim und Lauda-Königshofen gesprochen wird.

## Sprachbereich
Das Taubergründische grenzt im Norden und Osten an das Unterfränkische, im Süden an das Hohenlohische und im Westen und Nordwesten an das Odenwäldische. Zentren sind Wertheim, Tauberbischofsheim und Lauda-Königshofen. Durch das Gebiet dieser Mundarten zieht sich die geologisch wichtige Grenze zwischen Buntsandstein und Muschelkalk, wobei Ersterer vorwiegend im Odenwald zu finden ist und Letzterer im Bauland. Diese Grenzlinie verläuft etwa bei Wertheim, Külsheim, Walldürn und Buchen entlang und legt die Vermutung nahe, dass mit diesem Wechsel der Gesteinsformation ein ursprünglicher Besiedlungs- und Stammeswechsel zusammenfällt.

## Innere Gliederung
Durch den Tauberraum zieht sich die sogenannte Taubergrenze. Sie ist die am schwächsten ausgeprägte Grenze zwischen dem Unterostfränkischen und dem Südostfränkischen. Unterscheidungsmerkmale hierfür sind die unterostfränkischen Diphthonge äü, äi und öü gegenüber den im Hohenlohischen vorkommenden Entsprechungen ei und ee. Die typisch unterostfränkischen endungslosen Infinitive wie g’schloff oder helf bleiben im Taubergründischen bei schloffe bzw. helfe, ähnlich zum Hohenlohischen. Nahezu deckend zur Taubergrenze durchzieht auch die Germersheimer Linie diesen Bereich. Sagt man in Tauberbischofsheim noch fest oder hast, heißt es im südlichen Ortsteil Dittigheim schon fescht und hascht. Beide Isoglossen teilen das Taubergründische somit in einen unteren Taubergrund und in einen mittleren Taubergrund auf.
| Hochdeutsch | Hohenlohisch (Bad Mergentheim) | Südfränkisch (Amorbach) | Lauda-Königshofen | Wertheim, Tauberbischofsheim | Unterostfränkisch (Würzburg) |
| ----------- | ------------------------------ | ----------------------- | ----------------- | ---------------------------- | ---------------------------- |
| Hahn        | Gäiger                         | Göuger                  | Geeger            | Göüger                       | Göüger                       |
| Esel        | Äischl                         | Eesl                    | Eesl              | Äisl                         | Äisl                         |
| Käse        | Keesch                         | Kejsch                  | Kees              | Kääs                         | Kaas                         |
| lesen       | leesche                        | leesche                 | lese              | lese                         | lase                         |
| keiner      | kaner                          | kâner, keener           | kâner             | kener, kâner                 | kener                        |
| breit       | braad                          | bräd                    | brad              | bräd, brad                   | bräd                         |
| unser       | unner                          | unscher                 | unscher           | unner                        | unner                        |
| Jauche      | Mischdbrieh                    | Puhl                    | Mischdbrüh        | Sudel                        | Sudel                        |
| nichts      | nigsch                         | niksch                  | niksch            | nix                          | nix                          |
| gewesen     | gwee                           | gewee                   | gewee             | gewea                        | gewast                       |
| oben        | owwe                           | obbe                    | oowe              | oube                         | oube                         |
| Rabe        | Grabb                          | Grabbe                  | Grab              | Gråg                         | Gråg                         |
| Most        | Mouschd                        | Mouschd                 | Mouschd           | Mousd                        | Mousd                        |